# فترة ما بعد الوفاة

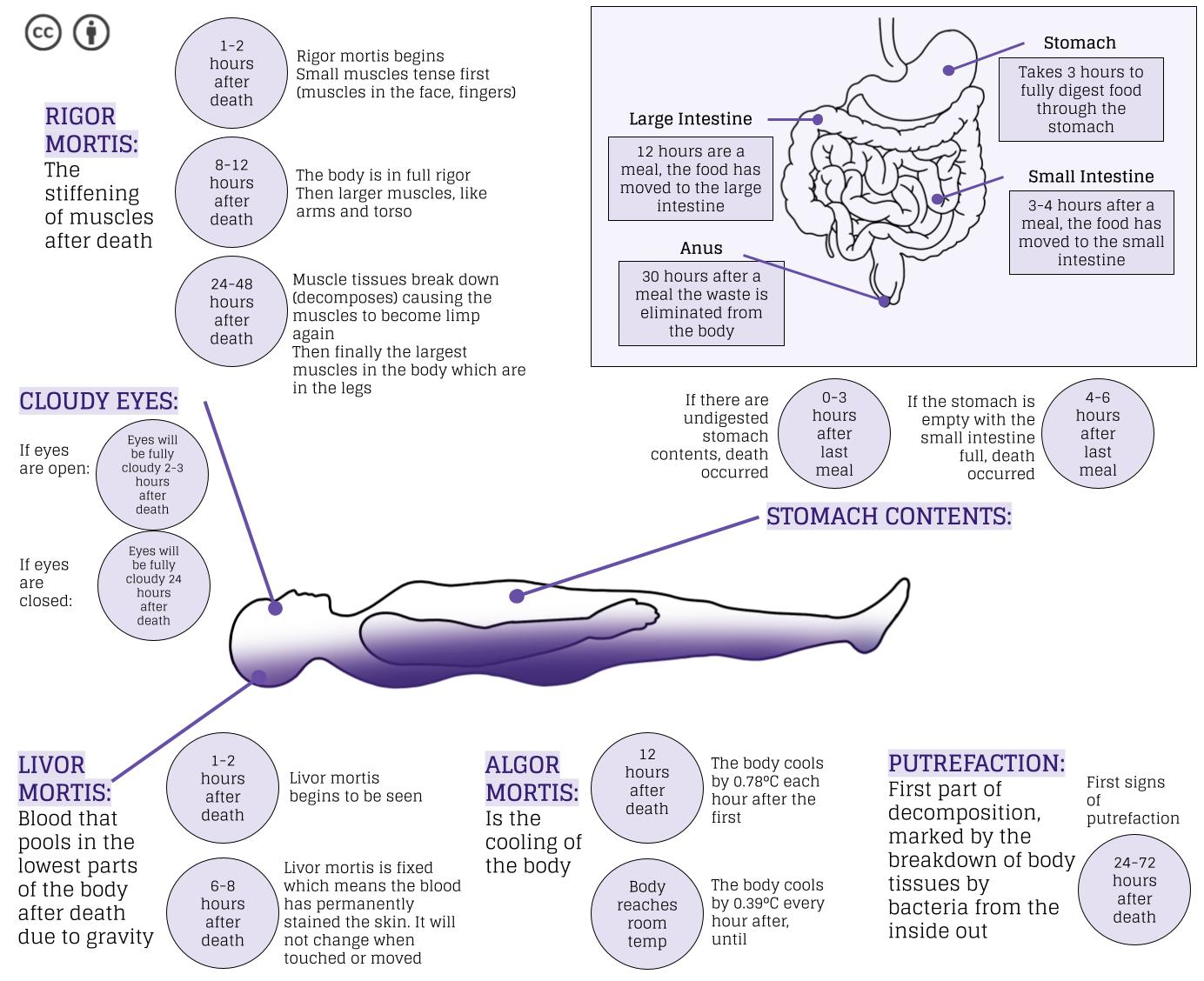
التغيرات الحادثة في الجسم بعد الوفاة

فترة ما بعد الوفاة (PMI) هي المدة التي انقضت منذ وفاة الشخص. وفي حالة عدم معرفة هذه الفترة، يتم استخدام عدد من التقنيات الطبية/العلمية لتحديدها. وهذا قد يشير أيضًا إلى مرحلة تحلل الجسم.

## أنواع التغيرات بعد الموت
يطرأ على الجسم أنواع عديدة من التغيرات بعد الموت. بعض هذه التغيرات التي يمكن استخدامها لتحديد فترة ما بعد الوفاة هي:
- برودة الموت - تبريد الجسم;[1]:16
- الزرقة الرمية - تصفية الدم في الأجزاء السفلية من الجسم;[1]:15-16
- تيبس الميت - تشنج الأطراف;[1]:115
- علم الحشرات الجنائي - الحشرة (خاصة الذبابة)[2]:2 النشاط الذي يطرأ على الجثة;[1]:17
- تغيرات الرطوبة الزجاجية - كمياء العين;[3]
- حالة التحلل - التحلل الذاتي (عملية الهضم الذاتي) والتعفن (putrefaction) (عملية ناجمة عن البكتيريا الموجودة داخل الجسم).[1]:16

## مراحل التحلل التقليدية
يمكن للشخص الذي يقوم بتقدير وقت الوفاة بواسطة طرق التحلل الرجوع إلى عملية بسيطة من خمس مراحل:
- المرحلة الأولى: التعفن الأولي - تبدأ البكتيريا الموجودة بشكل رئيسي في الجزء الأسفل من الأمعاء بالتحلل، مما يعطي لونًا أخضرًا لمنطقة أسفل البطن.[1]:17
- المرحلة الثانية: التعفن - تنمو البكتيريا داخل الجسم، ويصدر عن ذلك انطلاق للغازات، مما يسبب انتفاخ الجسم وانبعاث الروائح الكريهة.
- المرحلة الثالثة: التعفن الأسود - في هذه المرحلة يتغير لون الجسم بشكل متزايد. وتبدأ هذه الغازات الناجمة عن التعفن البكتيري في الخروج، وينتج عن ذلك انبعاث رائحة قوية.
- المرحلة الرابعة: التخمر البوتيري - تسيل الأعضاء الداخلية ويبدأ الجسم في الجفاف.
- المرحلة الخامسة: التحنط - وتعد هذه المرحلة أبطأ المراحل الخمس. وفي المناخ الحار الجاف، قد يجف الجسم، مما يمنع من التعفن البكتيري؛ يجف الجلد ويصبح داكنًا اللون.[1]:17

## طرق أكثر تقدمًا
تشمل الطرق الأكثر تقدمًا القياس الكمي للحمض النووي وأطياف الأشعة تحت الحمراء.